# Ансар аш-Шам
Катаиб Ансар аш-Шам (араб. أنصار الشام‎; Помощники Шама) — крупная вооружённая суннитская повстанческая группировка, которая активно участвовала в гражданской войне в Сирии, в основном воевала против правительственных сил Башара Асада.

## Предыстория
Основана в сентябре 2012 года ветераном советско-афганской войны Абу Умаром аль-Джамилем. «Ансар аш-Шам» объединила широкий круг в основном сирийских повстанцев в северной провинции Латакия на консервативной суннитской исламистской платформе. Военным амиром (военный руководитель) группировки является чеченец, известный как Абу Муса Шишани. По состоянию на март 2014 года каждый член «Ансар аш-Шам» ежемесячно получал зарплату в размере 60 долларов. Группа в основном набирает местных сирийцев, но также открыта для иностранных боевиков, желающих присоединиться к группе, большинство её членов — сирийцы. Группа также предположительно получала финансирование из Саудовской Аравии, хотя в 2015 году Саудовская Аравия рассматривала возможность включения этой группы в список террористических организаций. По некоторым данным, во время наступления в Латакии в 2014 году под командованием Абу Муса аш-Шишани, Свободная сирийская армия выделила группировке 500 000 долларов на её поддержку.

## История
В декабре 2012 года «Ансар аш-Шам» объединилась с другими суннитскими и салафитскими группировками, чтобы основать зонтичную организацию «Сирийский исламский фронт». В ноябре 2013 года СИФ был распущен, а «Ансар аш-Шам», «Лива аль-Хакк», «Ахрар аш-Шам» присоединились к более широкому альянсу Исламского фронта. «Ансар аш-Шам» сыграла ведущую роль в наступлении 2014 года в Латакии против правительственных сил. 15 декабря 2016 года группировка объявила, что решила полностью объединиться с идлибским филиалом «Джейш аль-Ислам». 25 января 2017 года идлибское отделение «Джейш аль-Ислам» присоединилось к «Ахрар аш-Шам». 7 февраля 2017 года «Ансар аш-Шам» присоединилась к «Хайят Тахрир аш-Шам» (ХТШ).

## Старшие амиры
- Абу Умар аль-Джамиль — амир (общий руководитель)[3].
- Абу Муса Шишани — военный амир (военный руководитель)[4].

## Идеология
Целью группировки является свержение сирийского правительства и создание на его месте исламского государства в рамках Сирии, хотя у группировки действительно есть исламистская идеология, которую описывают как расплывчатую по сравнению с другими группировками в стране, включая союзников группировки, таких как Ахрар аш-Шам. Расплывчатость идеологии группировки помогла ей набирать сирийцев-суннитов из разных слоёв общества с широким спектром убеждений.

## Отношения с другими группировками
По словам одного из командиров группировки, она не работает напрямую со Свободной сирийской армией, но при необходимости сотрудничает с командирами Свободой сирийской армии на местном уровне. Руководство группировки осудило ИГИЛ за то, что один из его командиров убил командира ССА, с которой группа была в союзе, а также поддерживали напряжённые отношения с ИГИЛ. После инцидента, в ходе которого командир ИГИЛ, известный как Абу Айман аль-Ираки, убил командира ССА, военный командир «Ансар аш-Шам» Абу Муса Шишани вместе с Муслимом Шишани, лидером «Джунуд аш-Шам», и Сайфуллахом Шишани, командиром «Джейш аль-Мухаджирин валь-Ансар», помогли посредничать в отношениях между ССА и ИГИЛ предотвращая вооружённую конфронтацию между ними в конце 2013 года.
«Ансар аш-Шам» также поддерживала хорошие отношения с сирийским отделением «Аль-Каиды», «Джабхат ан-Нусрой», и поддерживала её подход к свержению сирийского правительства до создания исламского правительства, в отличие от подхода ИГИЛ. Наряду с положительными связями с «Ан-Нусрой», группировка также поддерживала хорошие отношения с «Харакат Шам аль-Ислам», в состав которой входили марокканские боевики, и другой группой, известной как «Батальон Ансар аль-Муджахедин».